# Pelophylax cypriensis
Espèce
Pelophylax cypriensis est une espèce d'amphibiens de la famille des Ranidae.

## Répartition
Cette espèce est endémique de Chypre.

## Étymologie
Son nom d'espèce, composé de cypri[s] et du suffixe latin -ensis, « qui vit dans, qui habite », lui a été donné en référence au lieu de sa découverte.

## Publication originale
- Plötner, Baier, Akin, Mazepa, Schreiber, Beerli, Litvinchuk, Bilgin, Borkin & Uzzell, 2012 : Genetic data reveal that water frogs of Cyprus (genus Pelophylax) are an endemic species of Messinian origin. Zoosystematics and Evolution, vol. 88, no 2, p. 261-283 (texte intégral).